# Маркиз де Сильеруэло
Маркиз де Сильеруэло — испанский дворянский титул. Он был создан в 1691 году королем Испании Карлосом II для Хосе Фернандеса де Веласко и Бобадильи, сына 5-го сеньора де Сильеруэло и потомка Педро Фернандеса де Веласко и Товара, 3-го герцога де Фриас из дома Веласко.
Название маркизата происходит от названия муниципалитета Сильеруэло-де-Бесана, провинция Бургос, автономное сообщество Кастилия и Леон.

## Маркизы де Сильеруэло
|                                             | Титул | Период                                      |
| Креация создана королем Испании Карлосом II | Креация создана королем Испании Карлосом II                                                              | Креация создана королем Испании Карлосом II |
| ------------------------------------------- | --- | ------------------------------------------- |
| I                                           | Хосе Фернандес де Веласко и Бобадилья (1656—1700)                                                        | 1691—1700                                   |
| II                                          | Педро Фернандес де Веласко Бобадилья (1686—1749)                                                         | 1700—1749                                   |
| III                                         | Мигель Игнасио Фернандес де Веласко (1704—1769)                                                          | 1749—1769                                   |
| IV                                          | Бернардино Фернандес де Веласко и Пиментель, 11-й герцог де Фриас (? — 1771)                             | 1769—1771                                   |
| V                                           | Мартин Фернандес де Веласко и Пиментель, 12-й герцог де Фриас (? — 1776)                                 | 1771—1776                                   |
| VI                                          | Диего Пачеко и Фернандес де Веласко (1754—1811)                                                          | 1776—1794                                   |
| VII                                         | Хоакин де Кеведо и Фернандес де Веласко (1721—1796)                                                      | 1794—1796                                   |
| VIII                                        | Андрес Мария де Кеведо Навамуэль (1757—1830)                                                             | 1796—1830                                   |
| IX                                          | Хосе Мария де Мионьо Браво де Ойос де Кеведо (1770—1842)                                                 | 1830—1842                                   |
| X                                           | Андрес Ортис де Мионьо и Кеведо (1777—1857)                                                              | 1842—1857                                   |
| XI                                          | Рафаэла Ортис де Мионьо и Урра (1821—1905)                                                               | 1857—1905                                   |
| XII                                         | Игнасио Фернандес де Энестроса и Ортис де Мионьо, 8-й граф де Мориана-дель-Рио (1851—1934)               | 1905—1934                                   |
| XIII                                        | Мария Хосефа Фернандес де Энестроса и Гайосо де лос Кобос (1893—1986)                                    | 1934—1986                                   |
| XIV                                         | Виктория Евгения Фернандес де Кордова и Фернандес де Энестроса, 18-я герцогиня де Мединасели (1917—2013) | 1991—2013                                   |
| XV                                          | Виктория Елизавета фон Гогенлоэ-Лангенбург (род. 1997)                                                   | 2017 — настоящее время                      |

## История маркизов де Сильеруэло
- Хосе Фернандес де Веласко и Бобадилья (1656—1700), 1-й маркиз де Сильеруэло, сын Педро Фернандеса де Веласко и Бобадильи, 5-го сеньора де Сильеруэло (1634—1678), и Франсиски Веласкес и Монтальво (1634—1686). Ему наследовал его сын:

1. Супруга — Тереза де Товар и Дуке де Эстрада (? — 1714).

- Педро Фернандес де Веласко Бобадилья (1686—1749), 2-й маркиз де Сильеруэло (1700—1749)

1. Супруга — Беатриса де Вильясис Манрике де Лара (1691—1747).

- Мигель Игнасио Фернандес де Веласко (1704—1769), 3-й маркиз де Сильеруэло; сын Эстебана Фернандеса де Веласко Бобадильи (? — 1711) и Инес Монге де Амаурита и Алькосер (? — 1716).

1. Супруга — Анна де Веласко и Рибера (1737—1791)

- Бернардино Фернандес де Веласко и Пиментель (? — 1771), 4-й маркиз де Сильеруэло и 11-й герцог де Фриас, сын Агустина Фернандеса де Веласко и Бракамонте, 10-го герцога де Фриаса (1669—1741), и Мануэлы Пиментель и Суньиги (? — 1742)

- Мартин Фернандес де Веласко и Пиментель (? — 1776), 5-й маркиз де Сильеруэло, 4-й герцог де Арион и 12-й герцог де Фриас, младший брат предыдущего

- Диего Пачеко и Фернандес де Веласко (1754—1811), 6-й маркиз де Сильеруэло, 13-й герцог де Фриас, 9-й герцог де Уседа. Сын Андреса Пачеко Тельес-Хирона, 8-го герцога де Уседа (1728—1789), и марии де Портерии Фернандес де Веласко, 8-й графини де Пеньяранда-де-Бракамонте (? — 1796)

- Хоакин де Кеведо и Фернандес де Веласко (1721—1796), 7-й маркиз де Сильеруэло, сын Мельчора де Кеведо Веласкеса дель Пуэрко и Марии Хоакины Фернандес де Веласко (1706—1775)

- Андрес Мария де Кеведо Навамуэль (1757—1830), 8-й маркиз де Сильеруэло, сын предыдущего и Хосефы де Навамуэль и Передо (1722—1784)

- Хосе Мария де Мионьо Браво де Ойос и Кеведо (1770—1842), 9-й маркиз де Сильеруэло, старший сын Хосе Луиса де Мионьо Браво де Ойос и Бустаманте, графа де Эстрадас (1746—1824), и Марии дель Пилар де Кеведо и Фернандес де Веласко Навамуэль (1752—1842)

- Андрес Ортис де Мионьо и Кеведо (1777—1857), 10-й маркиз де Сильеруэло, младший брат предыдущего

- Рафаэла Ортис де Мионьо и Урра (1821—1905), 11-я маркиза де Сильеруэло, единственная дочь предыдущего и Мануэлы де Урра и Оньяте

- Игнасио Фернандес де Энестроса и Ортис де Мионьо (1851—1934), 12-й маркиз де Сильеруэло и 8-й граф де Мориана-дель-Рио, старший сын предыдущей и Игнасио Фернандесе де Энестроса и Сантистебан, 7-го графа де Мориана-дель-Рио (1819—1896)

- Мария Хосефа Фернандес де Энестроса и Гайосо де лос Кобос (1893—1986), 13-я маркиза де Сильеруэло, младшая дочь предыдущего и Франсиски де Борха Гайосо де лос Кобос и Севилья, 15-й маркизы де Камараса (1854—1926)

- Виктория Евгения Фернандес де Кордова и Фернандес де Энестроса (1917—2013), 14-я маркиза де Сильеруэло и 18-я герцогиня де Мединасели. Старшая дочь Луиса Хесуса Фернандеса де Кордобы и Салаберта, 17-го герцога де Мединасели (1880—1956), от первого брака с Анной Марией Фернандес де Энестроса и Гайосо де лос Кобос (1879—1939), дочери Игнасио Фернандеса де Энестроса и Сантистебан, 8-го графа де Мориана-дель-Рио и 16-го маркиза де Камараса.

- Виктория Елизавета фон Гогенлоэ-Лангенбург (род. 1997), 15-я маркиза де Сильеруэло и 20-я герцогиня де Мединасели. Единственная дочь немецко-испанского дворянина, принца Марко Гогенлоэ-Лангенбурга (1962—2016), и Сандры Шмидт-Полекс (род. 1968), внучка принца Макса фон Гогенлоэ-Лангенбурга (1931—1994), и Анны Луизы де Медина и Фернандес де Кордовы, 13-й маркизы де Наваэрмоса и 9-й графини де Офалия (1940—2012), единственной дочери Виктории Евгении Фернандес де Кордовы, 18-й герцогини де Мединасели (1917—2013).